# Craig Thomson (futbolista)
Craig Thomson (Edimburgo, Escocia, 17 de abril de 1991) es un futbolista escocés. Juega de defensa y su actual equipo es el Edinburgh City F. C. de la Liga Dos de Escocia.

## Selección nacional
Ha sido internacional con la selección de fútbol sub-21 de Escocia.

## Clubes
| Club                      | País     | Año       |
| ------------------------- | -------- | --------- |
| Heart of Midlothian F. C. | Escocia  | 2009-2013 |
| FBK Kaunas (cedido)       | Lituania | 2011      |
| FK Sūduva (cedido)        | Lituania | 2012      |
| Arniston Rangers F. C.    | Escocia  | 2014      |
| Newtongrange Star F. C.   | Escocia  | 2014-2016 |
| Kelty Hearts F. C.        | Escocia  | 2016-2017 |
| Edinburgh City F. C.      | Escocia  | 2017-     |